# Ťuhýk menší
Ťuhýk menší (Lanius minor) je středně velký druh pěvce z čeledi ťuhýkovitých.

## Popis
Jeho velikost se pohybuje mezi ťuhýkem obecným a ťuhýkem šedým. Je zbarvený podobně jako ťuhýk šedý, černá oční maska však u dospělých ptáků zasahuje až na čelo a přední část temene, břicho a hruď jsou lososově růžové. Má poněkud kratší ocas a silný zobák. Mladí ptáci mají šedé čelo a světle vlnkované temeno a hřbet. 

## Biotop
Hnízdí v nížinách v otevřené krajině.

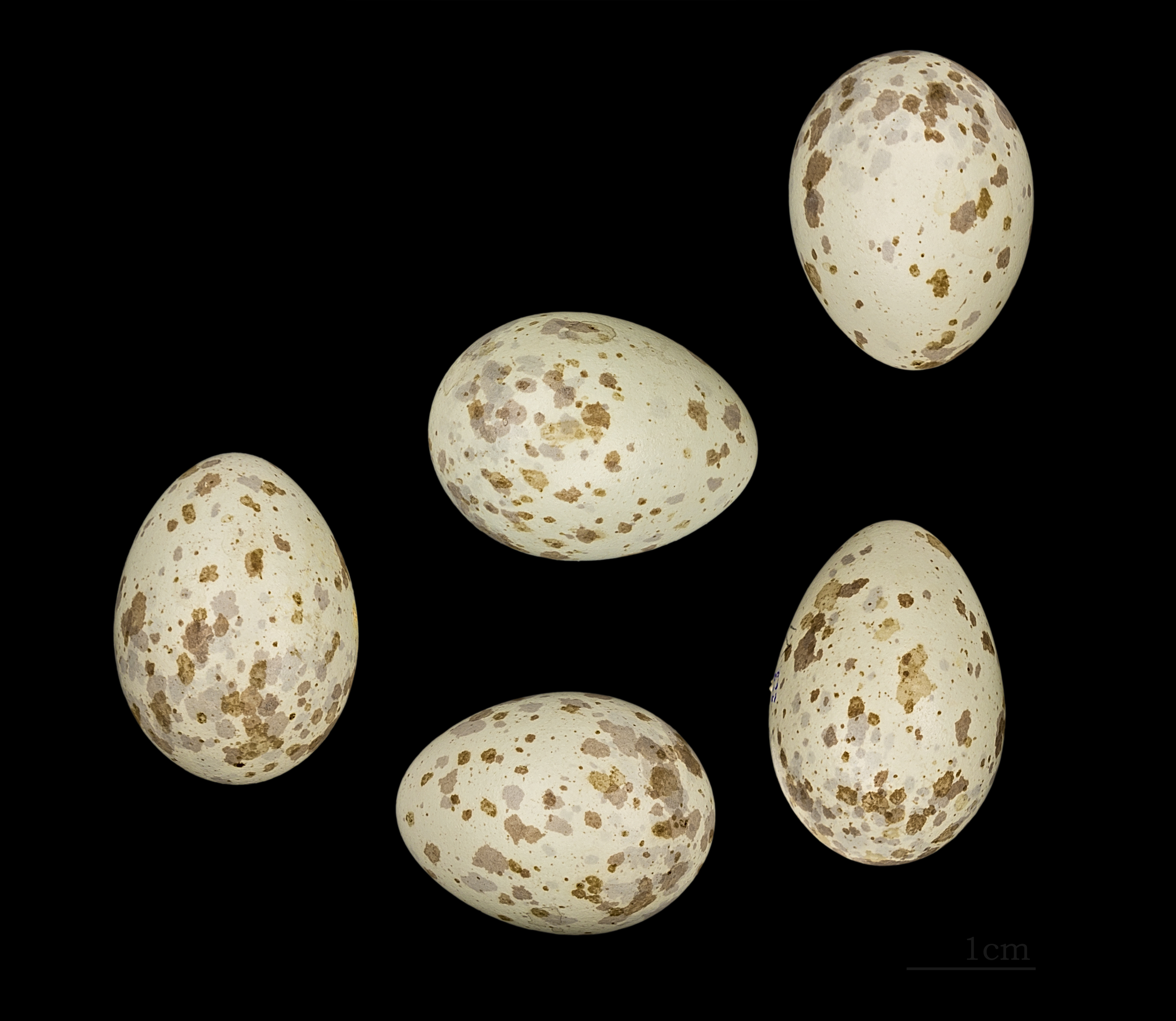
Vejce ťuhýk menší (Lanius minor)

## Výskyt v Česku
Z České republiky zcela vymizel. Po roce 1989 jsou z našeho území registrována pouhá dvě pozorování.